# Kalenderlys
Kalenderlyset er en forholdsvis ny juletradition, der bunder i en meget ældre  skik, hvor man talte dagene til jul.
I starten af 1900-tallet var det almindeligt, at man i skolerne talte dagene til jul. I forskellige familier havde man hjemmegjorte kalendere, nogle med lys, som blev tændt for hver dag, der gik. I 1935 udkom en bog: "Smaa Fester – glade Gæster" af Lis Byrdal, der beskrev det første hjemmegjorte kalenderlys: 
"En idé til børnene er at dele et lille tykt lys med 23 tynde, sorte tuschcirkler, som man kan lægge farver imellem, hvis man vil. Hver aften lige fra d. 1. december brænder man så et stykke ned – hele tiden til den næste streg. Den dag lyset brænder ud, er det jul – og træet tændes."
Den danske virksomhed Asp-Holmblad solgte de første fabriksfremstillede datolys, i Danmark i 1942 under den tyske besættelse. Til kalenderlyset hører ofte en hjemmelavet juledekoration som lysholder i ler omviklet med sølvpapir eller i oasis. Juledekorationen er pyntet med forskellige former for naturpynt. Grundbestanden er normalt gran eventuelt flere forskellige typer fx normannsgran og nobilis, men også kristtjørn, vedbend, grankogler, tørrede planter fra haven eller fra skoven, kugler og bånd og indendørs lyskæder kan anvendes til pynt i juledekorationen.